# Dougherty megye
Dougherty megye az Amerikai Egyesült Államokban, azon belül Georgia államban található. Megyeszékhelye és legnagyobb városa Albany. Lakosainak száma 85 790 fő (2020. április 1.). Dougherty megye Lee, Baker, Mitchell, Worth, Terrell és Calhoun megyékkel határos.

## Népesség
A megye népességének változása:
| Lakosok száma | 94 612 | 94 564 | 94 267 | 92 969 | 91 332 | 85 790 |
|               | 2010   | 2011   | 2012   | 2013   | 2015   | 2020   |